# Landa Freak
Daniel Josue Castro (Medellín, Antioquia), más conocido como Landa Freak es un cantante de Dancehall y Reggaeton.

## Biografía
Nació en la ciudad de Medellín, Colombia, a muy temprana edad mostró interés hacia la música, comenzó a cantar y a componer sus propias canciones y a su vez experimentar ritmos urbanos, su primera canción se llamó 'Ven y Vamonos'.
En su voz de niño cantaba la música que en esos tiempos fueron las base melódica de este artista y compositor, su preferencia musical siempre fue el reggae, hip hop, dance hall, rap y entre otros ritmos de su cultura afroamericana.
Creció en el pacífico, rodeado de los ritmos que sonaban en los picós, como el kuduro, la terapia o el zouk.  también creció cerca del fútbol donde se destacó como arquero del Club Independiente Medellín. Respiró de cerca la música que llegaba a tierras colombianas a bordo de barcos de trabajadores que, en su mayoría, iban a parar a la zona del Urabá Antioqueño. De ahí que una de sus propuestas musicales preferidas haya sido, desde muy temprano, Los Cuentos de la Cripta

Antes de iniciar su carrera como músico, Landa Freak iba detrás de otro sueño. Era futbolista. Fue arquero y se movió por cuanta reserva pudo. Pasó por el Independiente Medellín, Envigado Fútbol Club, Bajo Cauca y el Atlético Bucaramanga pero decidió dedicarle su fuerza a la música.
“Hubo momentos de bajas en las que uno se desmotiva y se aleja por muchas razones. No me desmotivó una persona ni un equipo como tal porque yo no le pongo cuidado a lo que dicen. Lo que pasa en el fútbol (y con la música) es que es un juego que tiene reglas. Al yo ver que las reglas no estaban a mi favor, desistí. No fue que me bajaran la moral. Cuando tú ves un sistema que no puedes penetrar con tu fuerza, es mejor parar de desgastarte ahí”.
El fútbol le dejó una larga lista de amigos y de lecciones. Uno de ellos hizo parte de la Selección de fútbol de Colombia mundialista y comparte con él esa doble afición. Es Juan Fernando Quintero a quien conoció jugando en el Envigado Fútbol Club

### 2011-16 Inicios musicales
En 2010 firma con la compañía Top Music y lanza su primer sencillo 'Ven y Vamos'
En 2011 reafirma sus objetivos y metas grabando un sencillo que pronto lo llevaría a las listas mundiales, grabando su sencillo 'Dime Que Te Parece' , junto a Maluma canción que rápidamente alcanzó los primeros lugares del National Report.
En 2013 lanza su segundo sencillo 'Efectos Secundarios' canción que cuenta con más de 11 500 000 reproducciones orgánicas en la plataforma de YouTube canción que cuenta con remix junto a Nicky Jam.
Luego de una larga lucha por varios años tratando de destacar en este medio, durante el tiempo en el cual Landa Freak ha trabajado en diversos discos que se hacen llamar Mixtape

### 2017-presente
En 2017 ha grabado varias canciones como 'Dutty Wine' 'Amigos Con Derecho' 'Copas de Vino' junto a Jowell & Randy año que participa como artista principal en uno de los escenarios más importantes junto a varios artistas de dancehall

## Discografía
Álbumes recopilatorios
- 2012 A Nuestro Mode Up

Sencillos como artista principal
- 2011: «Ven y vamos»
- 2011: «Tres escenas» ft Chello
- 2011: «Dime Que Te Parece» con Maluma
- 2011: «Una Llamada» con Yelsid
- 2011: «Pa Perder Los Modales» con Rayo y Toby
- 2012: «Desnudarte» ft Villa
- 2012: «La Mascara» con Dr Velásquez
- 2012 «I got the juice» con Dr Velásquez
- 2012: «Desnudarte» ft Villa
- 2012: «Prendelo» con Barbero507
- 2012 «Preparate» con Feid
- 2012: «Malas buenas» con Gaviria
- 2013: «Efectos Secundarios»
- 2013: «Efectos Secundarios» Remix con Nicky Jam
- 2013: «Tus Besos» Dani & Magneto
- 2014: «Give Me A Piece A Thing»
- 2015: «Solo Me Imagino»
- 2015 «Efectos Secundarios»
- 2015 «Sugar Mama» con Jaycob Duque
- 2015  «Vacilon» Latin Fresh
- 2016  «Cuando Quieras»
- 2016  «Amigos Con Derecho»
- 2017: «Vaso Blanco»
- 2017: «Esta Como Quiere» Mackie
- 2017 «Dime»
- 2018 «Dutty Wine»
- 2018  «Catalina» Remix
- 2018  «La Calor» Bomby
- 2018  «Moño»
- 2018 «Copas De Vino» con Jowell & Randy